# Leonardo Landriel
Leonardo Landriel (Florencio Varela, Argentina; 14 de julio de 1994) es un futbolista argentino que se desempeña como volante.

## Estadísticas
Actualizado al 8 de julio de 2024

| Defensa y Justicia Argentina                         | 2.ª           | 2014          | 0   | 0 | 0 | 0 | — | — | 0   | 0 | 0    |
| Defensa y Justicia Argentina                         | 2.ª           | 2015          | 0   | 0 | 0 | 0 | — | — | 0   | 0 | 0    |
| Defensa y Justicia Argentina                         | 2.ª           | 2016          | 0   | 0 | 0 | 0 | — | — | 0   | 0 | 0    |
| Defensa y Justicia Argentina                         | Total         | Total         | 0   | 0 | 0 | 0 | 0 | 0 | 0   | 0 | 0    |
| Berazategui Argentina                                | 4.ª           | 2016-17       | 11  | 0 | 0 | 0 | — | — | 11  | 0 | 0    |
| Berazategui Argentina                                | Total         | Total         | 11  | 0 | 0 | 0 | 0 | 0 | 11  | 0 | 0    |
| UAI Urquiza Argentina                                | 3.ª           | 2017-18       | 13  | 1 | 0 | 0 | — | — | 13  | 1 | 0.08 |
| UAI Urquiza Argentina                                | Total         | Total         | 13  | 1 | 0 | 0 | 0 | 0 | 13  | 1 | 0.08 |
| Ferro Argentina                                      | 2.ª           | 2018-19       | 8   | 0 | 0 | 0 | — | — | 8   | 0 | 0    |
| Ferro Argentina                                      | Total         | Total         | 8   | 0 | 0 | 0 | 0 | 0 | 8   | 0 | 0    |
| Los Andes Argentina                                  | 3.ª           | 2019-20       | 16  | 1 | 0 | 0 | — | — | 16  | 1 | 0.06 |
| Los Andes Argentina                                  | Total         | Total         | 16  | 1 | 0 | 0 | 0 | 0 | 16  | 1 | 0.06 |
| Colegiales Argentina                                 | 3.ª           | 2020          | 3   | 0 | 0 | 0 | — | — | 3   | 0 | 0    |
| Colegiales Argentina                                 | 3.ª           | 2021          | 35  | 6 | 0 | 0 | — | — | 35  | 6 | 0.17 |
| Colegiales Argentina                                 | Total         | Total         | 38  | 6 | 0 | 0 | 0 | 0 | 38  | 6 | 0.16 |
| Deportivo Riestra Argentina                          | 2.ª           | 2022          | 27  | 0 | 0 | 0 | — | — | 27  | 0 | 0    |
| Deportivo Riestra Argentina                          | 2.ª           | 2023          | 34  | 0 | 0 | 0 | — | — | 34  | 0 | 0    |
| Deportivo Riestra Argentina                          | 1.ª           | 2024          | 2   | 0 | 5 | 0 | — | — | 7   | 0 | 0    |
| Deportivo Riestra Argentina                          | Total         | Total         | 63  | 0 | 5 | 0 | 0 | 0 | 68  | 0 | 0    |
| Total carrera                                        | Total carrera | Total carrera | 149 | 2 | 5 | 0 | 0 | 0 | 154 | 6 | 0.04 |
| (1) La copa nacional se refiere a la Copa Argentina. |               |               |     |   |   |   |   |   |     |   |      |